# Luché-Pringé
Luché-Pringé – miejscowość i gmina we Francji, w regionie Kraj Loary, w departamencie Sarthe.
Według danych na rok 1990 gminę zamieszkiwało 1 486 osób, a gęstość zaludnienia wynosiła 30 osób/km² (wśród 1504 gmin Kraju Loary Luché-Pringé plasuje się na 410. miejscu pod względem liczby ludności, natomiast pod względem powierzchni na miejscu 77.).